# イゴール・ディヴェイェフ
イゴール・ディヴェイェフ（Igor Diveyev 、1999年9月27日 - ）は、ロシア・ウファ出身の同国代表プロサッカー選手。PFC CSKAモスクワ所属。ポジションはDF。

## 経歴

### クラブ
地元クラブであるFCウファでキャリアをスタート。2018年8月26日のFCゼニト・サンクトペテルブルク戦でトップチームデビューを果たした。
2019年2月22日、PFC CSKAモスクワにシーズン終了までの契約で期限付き移籍。この契約には買取オプションも付随している。5月31日、買取オプションが行使され、CSKAモスクワと新たに5年契約を結んだ。

### 代表
2020年11月、モルドバ代表・セルビア代表・トルコ代表との試合を前にロシア代表に初めて招集された。同月12日、モルドバ代表との親善試合でロシア代表デビューを果たした。同月18日にはUEFAネーションズリーグのセルビア代表戦に出場した。
2021年6月2日、UEFA EURO 2020に参加する代表チーム26人の一人に選出された。開幕戦のベルギー代表戦ではハーフタイムから途中出場した。続くフィンランド代表戦とデンマーク代表戦では共にフル出場したが、チームはグループリーグ敗退に終わった。